# Gabrielle Fitzpatrick
Gabrielle Fitzpatrick (Brisbane, 1 februari 1967) is een Australisch actrice en voormalig model. Geboren in Australië is Fitzpatrick van Ierse komaf.

## Filmografie
- International Standard Name Identifier: 0000 0000 8054 3806
- Library of Congress Control Number: no2010090711
- Nationale Bibliotheek van Polen: a0000002969616
- Virtual International Authority File: 122052160
- WorldCat: E39PBJpv79w8pP3c4PcpQ8dbBP